# Scandalo delle taglie dei New Orleans Saints

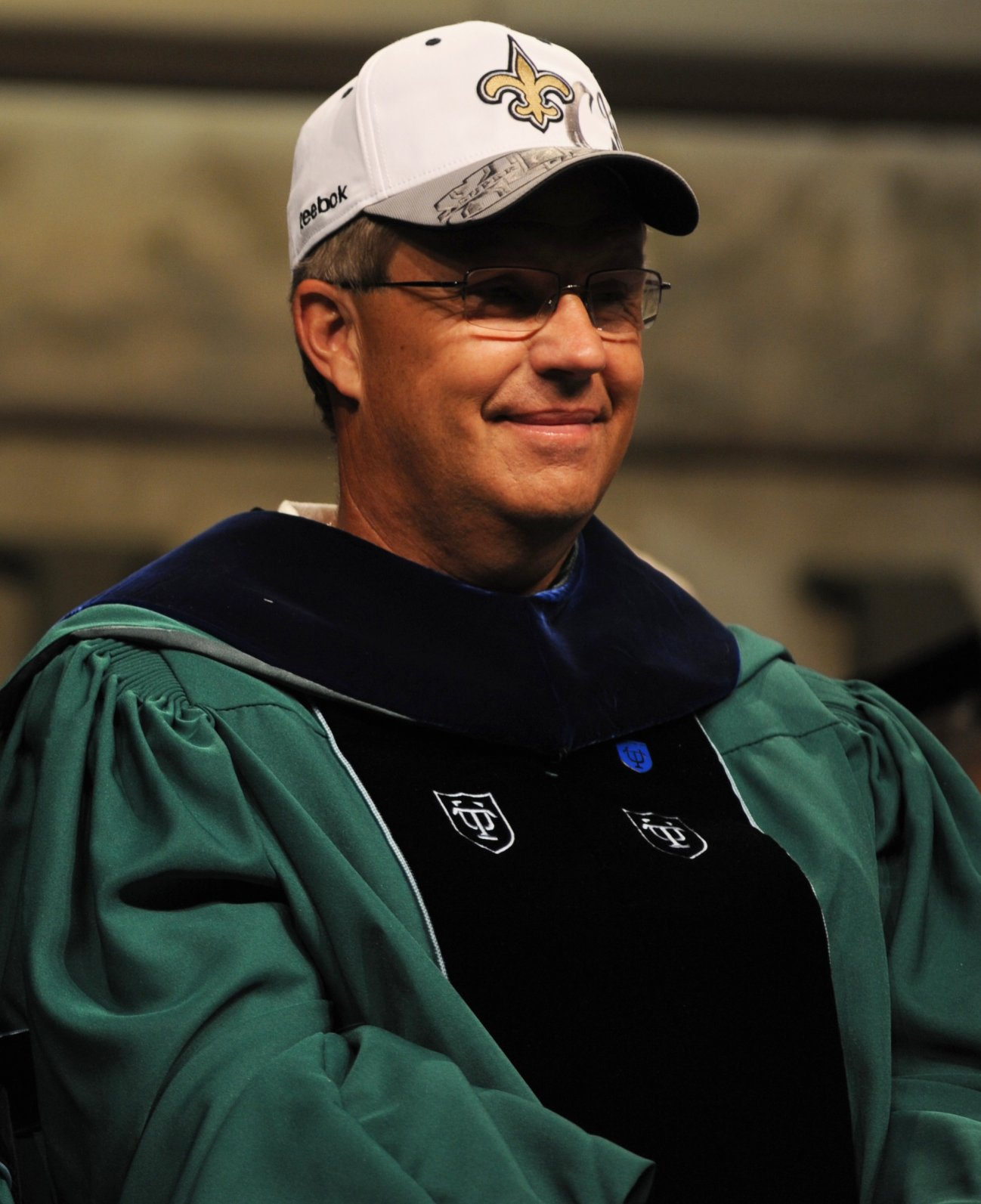
Il coordinatore difensivo dei Saints Gregg Williams

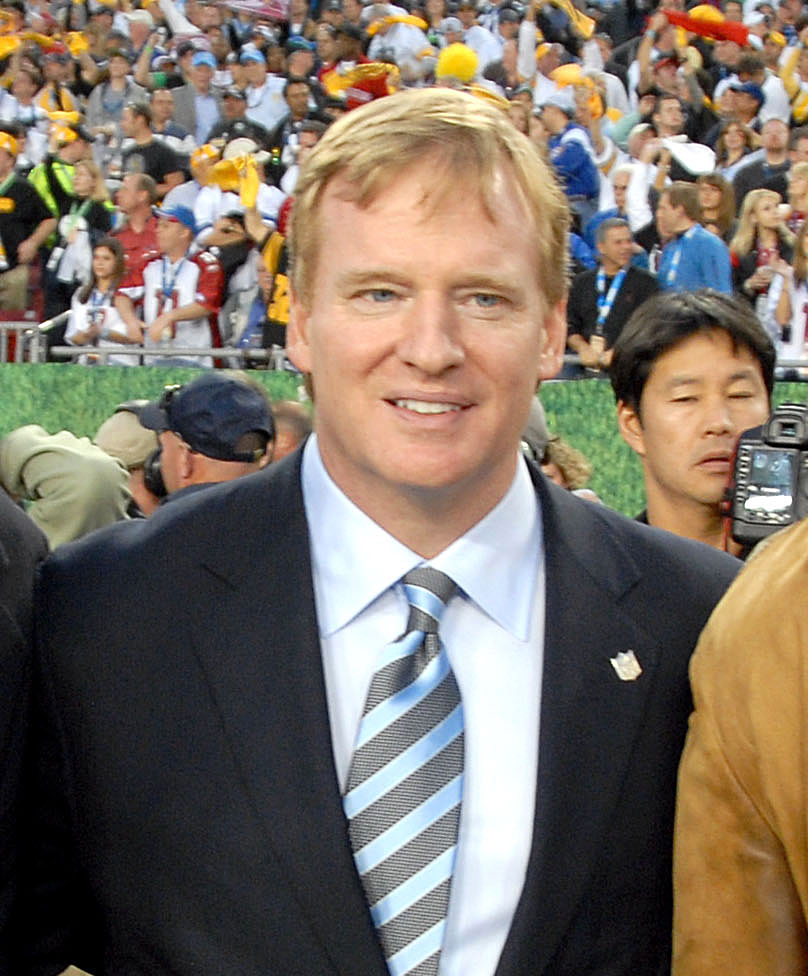
Il commissioner della NFL Roger Goodell

Lo scandalo delle taglie dei New Orleans Saints, spesso chiamato anche Bountygate, fu un incidente che coinvolse diversi giocatori difensivi dei New Orleans Saints della National Football League,  scoperti ad aver costruito un sistema che assegnava bonus, o "taglie," per prestazioni vietate dal regolamento NFL. Il sistema prese il via nel 2009 (l'anno in cui i Saints vinsero il Super Bowl XLIV) e terminò nel 2011. Tra le altre cose, i giocatori furono scoperti ad incassare bonus per infortunare deliberatamente gli avversari.
La NFL iniziò ad investigare sui Saints nel 2010 in risposta alle denunce di aver tentato di infortunare volontariamente i giocatori avversari durante i playoff 2009–10 ma l'indagine rimase in stallo fino alla stagione 2011. Il 2 marzo 2012, la NFL annunciò di aver le prove che "tra i 22 e i 27 giocatori dei Saints", oltre all'ex coordinatore difensivo Gregg Williams, pagarono di tasca propria dei bonus legati alle prestazioni. Fu anche scoperto che l'allenatore Sean Payton provò ad insabbiare la cosa e che lui e il general manager Mickey Loomis fallirono nel porlo a termine, come ordinato dal proprietario Tom Benson. Da allora, Williams fu accusato di aver messo in piedi operazioni simili durante le sue permanenze come coordinatore difensivo dei Tennessee Oilers e dei Washington Redskins e come capo-allenatore dei Buffalo Bills.
Il commissioner della NFL Roger Goodell rispose con alcune delle più severe sanzioni dei 92 anni di storia della lega e tra le più severe per gli incidenti in campo della storia dello sport professionistico nordamericano. Williams fu sospeso a tempo indefinito, Payton fu sospeso per l'intera stagione 2012 e Loomis sospeso per le prime 8 gare della stagione 2012. L'assistente capo-allenatore Joe Vitt fu sospeso per le prime 6 gare della stagione 2012. Payton è stato il primo capo-allenatore della storia della NFL a venire sospeso. L'organizzazione dei Saints fu multata di 500.000 dollari e privata delle scelte del secondo giro del Draft NFL 2012 e 2013. Le sanzioni nei confronti dei giocatori furono annunciate in seguito, dopo aver consultato l'associazione dei giocatori NFL. Jonathan Vilma fu sospeso per l'intera annata 2012 senza aver diritto allo stipendio, Will Smith e Anthony Hargrove (quest'ultimo trasferitosi prima ai Seattle Seahawks e successivamente ai Green Bay Packers), rispettivamente per quattro e otto giornate, e il linebacker Scott Fujita (da due stagioni ai Cleveland Browns) con tre giornate di stop.
Tutti i quattro giocatori sospesi presentarono ricorso. Il 3 luglio 2012, Goodell confermò le sanzioni affermando, tuttavia, che sarebbe stato disposto a parlare con ognuno di essi, se questi avessero voluto raccontargli la loro versione della storia. I giocatori e l'Associazione Giocatori NFL in precedenza avevano messo in discussione l'autorità del commissioner di poter sentire gli interessati ma i loro argomenti erano stati rigettati dai due membri dell'arbitrato.
Il 7 settembre 2012, la commissione a cui si era rivolta in appello l'Associazione Giocatori sospese unanimemente le pene dei quattro atleti coinvolti, permettendo loro di essere schierabili nell'imminente prima giornata della stagione 2012.